# Gerhard Pauli
Gerhard Pauli fue un  jesuita alemán nacido en 1648 y fallecido en 1713.

## Biografía
Gerardo nació en Warbourg, en Westfalia, e ingresó en la Compañía de Jesús en 1664, y enseñó humanidades en Klagenfurt, Gratz y Agram por espacio de tres años.
Posteriormente, Gerardo, se aplicó al ministerio del púlpito, que ejerció en Viena, Gratz, Liutz y otros lugares.
Gerardo, aunque agobiado por sus dolencias, solicitó y obtuvo permiso de sus superiores para viajar a Hungría con el fin de auxiliar a los enfermos atacados de la epidemia, saliendo ileso de tales actos de caridad y muriendo en Ofen a los 68 años.

## Obra
- Vielfache Predigen auf alle Sonntäg des Jahrs,............., Augspurg, Verlegts Veiths Erben, 1729, 2 vols.